# Аджус
Аджус (італ. Aggius, сард. Agghju, вен. Aggius) — муніципалітет в Італії, у регіоні Сардинія, провінція Сассарі. До 2016 року муніципалітет належав до провінції Ольбія-Темпіо.
Аджус розташований на відстані близько 310 км на захід від Рима, 195 км на північ від Кальярі, 37 км на захід від Ольбії, 5 км на північний захід від Темпіо-Паузанії.
Населення — 1559 осіб (2014).

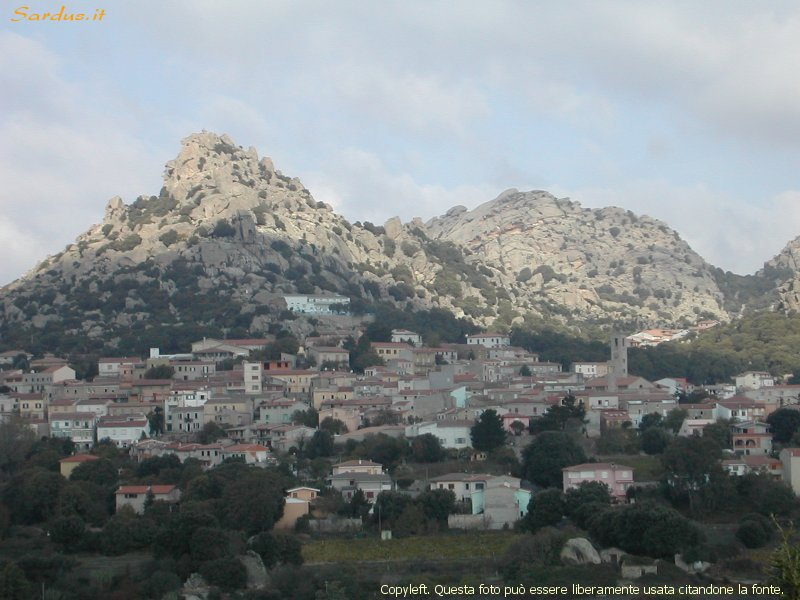

Щорічний фестиваль відбувається 14 травня. Покровителька — свята Вікторія.

## Демографія
Населення за роками:

Станом на 1 січня 2023 року в муніципалітеті офіційно проживали 22 іноземці з 8 країн, серед них 5 громадян країн Євросоюзу.

## Сусідні муніципалітети
- Альєнту
- Бортіджадас
- Темпіо-Паузанія
- Триніта-д'Агульту-е-Віньйола
- Віддальба